# زفرة الموريسكي
زفرة الموريسكي (شعر) قصيدة طويلة للكاتب والشاعر حسن أوريد صدرت في ديوان شعري سنة 2014، عن دار الأمان، المغرب، هو تتمة لروايته «الموريسكي»، التي كانت قد صدرت قبل ثلاث سنوات باللغة الفرنسية، قبل أن ينقلها الكاتب عبد الكريم الجويطي إلى اللغة العربية.  وهو ثالث دواوينه الشعرية: "فيروز المحيط" (2009) و"يوميات مصطاف" (2010) و"زفرة الموريسكي" ( 2014) و"صرخة تينهينان" (2014)، و"ما يقوله القصب" (2016)..كما يأتي الديوان ضمن ثلاثية أوريد المرتبطة بالأندلس، إلى جانب رواية الموريسكي وربيع قرطبة. وهي بذلك يشكّل استمرارا لمشروع أدبي يستلهم التاريخ الأندلسي في بعده الإنساني والحضاري.

## دلالة العنوان
يحيل العنوان  مباشرة على "الزفرة الأخيرة للموريسكي"، في إشارة إلى اللحظة التاريخية الحزينة التي غادر فيها المسلمون الأندلس قسرًا بعد سقوط غرناطة، وهي لحظة اختلطت فيها المرارة والحنين والخذلان. الزفرة هنا رمز لألم الفقد والطرد والاقتلاع من الأرض والتاريخ. الزفرة توحي أيضًا بصوت لم يُسمع في التاريخ، وكأن الرواية محاولة لـ"تفريغ" هذا الكتمان واستعادة ذاكرة الموريسكيين الذين أُسكتوا قسرًا. والزفرة أيضًا خطاب موجه إلى الآخر، لتذكيره بما جرى، ومساءلته تاريخيًا وأخلاقيًا.

## نبذة عن الديوان
الديوان صوتً سرديً يبعث الذاكرة في وجه النسيان. يحيط بكل جوانب محنة الموريسكيين: محنة التهجير، محنة التنكيل، ومحنة التنصير. يستحضر فيه الكاتب مأساة الموريسكيين الذين طُردوا من الأندلس بعد سقوط غرناطة، المعبرة عن الحنين والمنفى وضياع الهوية. يمزج الديوان بين الرؤية التاريخية والنبرة الروحية، ويُظهر حساسية شعرية متأثرة بثقافة الكاتب المتعددة، وخلفيته اللغوية والفكرية العميقة، مع الربط بين الماضي الأندلسي والحاضر العربي المثقل بالتشرذم.

## علاقة الديوان بالتاريخ
يرى أوريد أن استحضار الأندلس ليس فقط حنيناً لماضٍ حضاري، بل وسيلة لفهم الحاضر عبر التاريخ. ومن هذا المنظور، تشكّل زفرة الموريسكي مساهمة في مساءلة الذاكرة الجماعية ومفاهيم الانتماء والاقتلاع.

## الأسلوب
تنساب القصيدة/ الديوان «زفرة الموريسكي» مفعمة بأحاسيس الفقدان، منغمسة في لحظة مأساة الموريسكيين الذين طُردوا من الأندلس. إذ تحاكي القصيدة، في نفسها التراجيدي، قصيدة محمود درويش، الذي لم يكن يغادر مأساة فلسطينية إلا ليدخل غمار أخرى. على المنوال ذاته يعبر الديوان بلغة تأملية حيث يجمع بين البعد الشعري والتأمل الفكري.بأسلوب شعري مؤثر.

## ماذا قال النقاد عن حسن أوريد
قال سعيد الفلاق عن حسن أوريد في تناوله لقضية الموريسكيين، إن أوريد يمثل نموذجا للمثقف الذي يسعى إلى إعادة الاعتبار للمُغيَّب والهامشي في التاريخ، خاصة من خلال استحضار المأساة الموريسكية في أعماله السردية. ويُدرج سعيد الفلاق اشتغال أوريد ضمن مشروع ثقافي يروم تخييل التاريخ من منظور تفكيكي نقدي، يبتعد عن السرديات الرسمية أو الإيديولوجية الضيقة، ويعمل على إبراز معاناة الضحايا الذين غُيّبوا من المدونة التاريخية الرسمية.
ويعتبر الفلاق أن أوريد، في تعامله مع موضوع الأندلس والموريسكيين، يندرج ضمن تيار يسعى إلى كتابة سرديات بديلة، تكشف عن الوجه الإنساني والوجودي للمنفى والاقتلاع والحنين، وتعيد صياغة التاريخ لا بوصفه حقائق ناجزة، بل بوصفه مجالًا للسؤال والتخييل والمساءلة.
"يبدو أن موضوع الموريسكيين لا تشفي الغليل فيه رواية واحدة، فقد أتبعها حسن أوريد بعمل آخر ليس من جنس الرواية هذه المرة بل هو عبارة عن قصيدة مطولة جمعت في إصدار واحد تم توقيعه بالدار البيضاء بمناسبة اليوم العالمي للشعر، يمكن القول إنها عبارة عن ترجمة شعرية لموضوع الرواية حملت عنوان "زفرة الموريسكي".

## اقتباس
ألا لك أيها الليل انجلاء؟/ طبقات الظلام/ بلا نجم في السماء/ وقمم البشارات تنز دما/ تتبدد سواقي في البحار/ أنا الموريسكي آهة ليل بلا انقضاء/ أنا شفق الأحزان والبكاء.

«الجند على صهوات الجياد/ يجوبون القرى/ يحملون الوعيد./ ستطهر الأندلس، بعد أيام عشر، منها/ والموت إن نحن تخلفنا/ والأطفال سيمنحون هدايا/ للرب/ وممتلكاتنا/ ملك للملك/ ومن ملك..»